# The Flamin’ Groovies
The Flamin' Groovies — американская рок-группа, образовавшаяся в 1965 году в Сан-Франциско, Калифорния, исполнявшая гаражный рок и упоминающаяся, наряду с MC5, в числе основных прото-панк-групп 1960-х годов. Ансамбль, ядро которого составили Рон Греко (англ. Ron Greco), Сирил Джордан (англ. Cyril Jordan) и Рой Лоуни (англ. Roy Loney), выпустил 11 студийных альбомов, из которых третий, Teenage Head (1971) был включён в число «1001 альбомов, который вы должны прослушать, прежде чем умрете» (1001 Albums You Must Hear Before You Die, 2006). Ресурс Allmusic называет Flamin' Groovies «одной из величайших, самых влиятельных и легендарных культовых групп» Америки.
Начиная с 1972 года, после ухода Лоуни, The Flamin' Groovies смягчили звучание; их упоминают в связи с этим и как основоположников пауэр-поп-жанра. Группа не имела большого коммерческого успеха: в Billboard 200 вошёл лишь один её альбом, Shake Some Action (# 142, 1976). Между тем, заглавный трек обеспечил сделал группу достаточно известной — прежде всего, благодаря фильму «Clueless» (1995), в звуковую дорожку которого был включён. В 1992 году The Flamin' Groovies распались.

## Дискография
- Sneakers EP (1968)
- Supersnazz (1969, Epic BN 26487)
- Flamingo (Kama Sutra KSBS 2021, 1970)
- Teenage Head (Kama Sutra KSBS 2031, 1971)
- Slow Death (1972)
- Still Shakin' (Buddah Records BDS 5683, 1976)
- Shake Some Action (Sire Records, 1976) U.S. #142
- Flamin' Groovies Now! (Sire Records, 1978)
- Jumpin' in the Night (Sire Records, 1979)
- One Night Stand (1987)
- Groovies Greatest Grooves (1989)
- Rock Juice (1992)
- Rockin' at the Roudhouse (1993) (концертные записи 1976—1978 годов)
- Bucket of Brains (1995) (студийная сессия 1972 года, демозаписи Shake Some Action)
- Flamin' Groovies At Full Speed (2006, сборник)
- The Flamin' Groovies In Person (концертная запись 1971 года, 2006)